# Micrurus frontalis
Espèce
Synonymes
- Elaps frontalis Duméril, Bibron & Duméril, 1854
- Micrurus frontalis multicinctus Amaral, 1944

Micrurus frontalis est une espèce de serpents de la famille des Elapidae. 

## Répartition
Cette espèce se rencontre :
- au Paraguay ;
- en Argentine dans les provinces de Corrientes, d'Entre Rios et de Misiones ;
- au Brésil au Rio Grande do Sul.

## Publication originale
- Duméril, Bibron & Duméril, 1854 : Erpétologie générale ou histoire naturelle complète des reptiles. Tome septième. Deuxième partie, p. 781-1536 (texte intégral).